# 黑門 (中土大陸)
黑門（Black Gate）或摩拉儂（Morannon）是托爾金奇幻小說中中土大陸的一個虛構建築，為黑暗魔君索倫根據地魔多的主要出入口。

## 歷史
魔多的黑門經常被認為由努曼諾爾人建造，用以防止魔多勢力脫逃。但事實上，黑門是索倫建造的，以防禦敵人從伊瑞德力蘇及伊菲爾杜斯之間的裂縫侵入魔多。黑門的兩個監視塔則是第二紀元時，索倫面對人類與精靈的最後同盟並戰敗後，由剛鐸人建造，用作監視以及防禦。米那斯伊希爾的重建及西力斯昂哥的建造同樣基於這個目的。
在剛鐸的皇室鬥爭時期，上述要塞的監視能力鬆弛，造成戒靈（Ringwraiths）及半獸人重返魔多，最終佔領了各要塞並作為他們的根據地。米那斯伊希爾被戒靈攻克，後改稱米那斯魔窟。
魔戒聖戰（War of the Ring）時期，魔戒持有者（Ringbearer）佛羅多·巴金斯與僕人山姆在咕嚕的引導之下，穿越死亡沼澤來到黑門前，但因該處有重兵把守而無法通過，只能另擇他路。
帕蘭諾平原戰役結束後，約六千人的西方部隊在亞拉岡的帶領下進軍黑門，吸引了索倫之眼（Eye of Sauron）的注意力，使佛羅多·巴金斯能順利抵達末日裂隙。在魔戒被摧毀後，黑門及兩座監視塔均崩坍。

## 改編
在彼得·傑克森執導的電影《魔戒三部曲》中，黑門城牆共有六十呎高，二百五十呎長。